# Винклер, Отто
Отто Винклер (нем. Otto Winkler; 27 января 1908, Берлин — 7 июня 1988, Штутгарт) — немецкий дирижёр.

## Биография
Изучал в Берлине фортепиано, виолончель, вокал и композицию, стажировался в Киле как дирижёр. Дебютировал за пультом в 1928 г. в опере Энгельберта Хумпердинка «Гензель и Гретель» в Театре берлинских высших школ. В 1928—1930 гг. корепетитор Шарлоттенбургской оперы, ассистент Бруно Вальтера. В 1930—1933 гг. в Киле, затем в Штутгарте. С 1939 г. работал во Франкфуртской опере, дирижировал премьерой одноактной оперы Карла Орфа «Умница» (1943). В 1946—1958 гг. работал в Кобленце, с 1950 г. генеральмузикдиректор, возглавлял Оркестр Рейнской филармонии, Кобленцскую оперу и Институт музыки. Затем в Регенсбурге, в 1963—1965 гг. генеральмузикдиректор (первым из руководителей городского оркестра получил это звание, музыканты называли Винклера генералиссимусом). В 1965—1968 гг. президент духового оркестра Мюнстерско-Штутгартского музыкального общества. В 1967—1974 гг. преподавал в Мюнхенской высшей школе музыки. Входил в президиум германского Моцартовского общества, в 1980—1982 гг. президент Пфицнеровского общества.